# 家族・私有財産・国家の起源

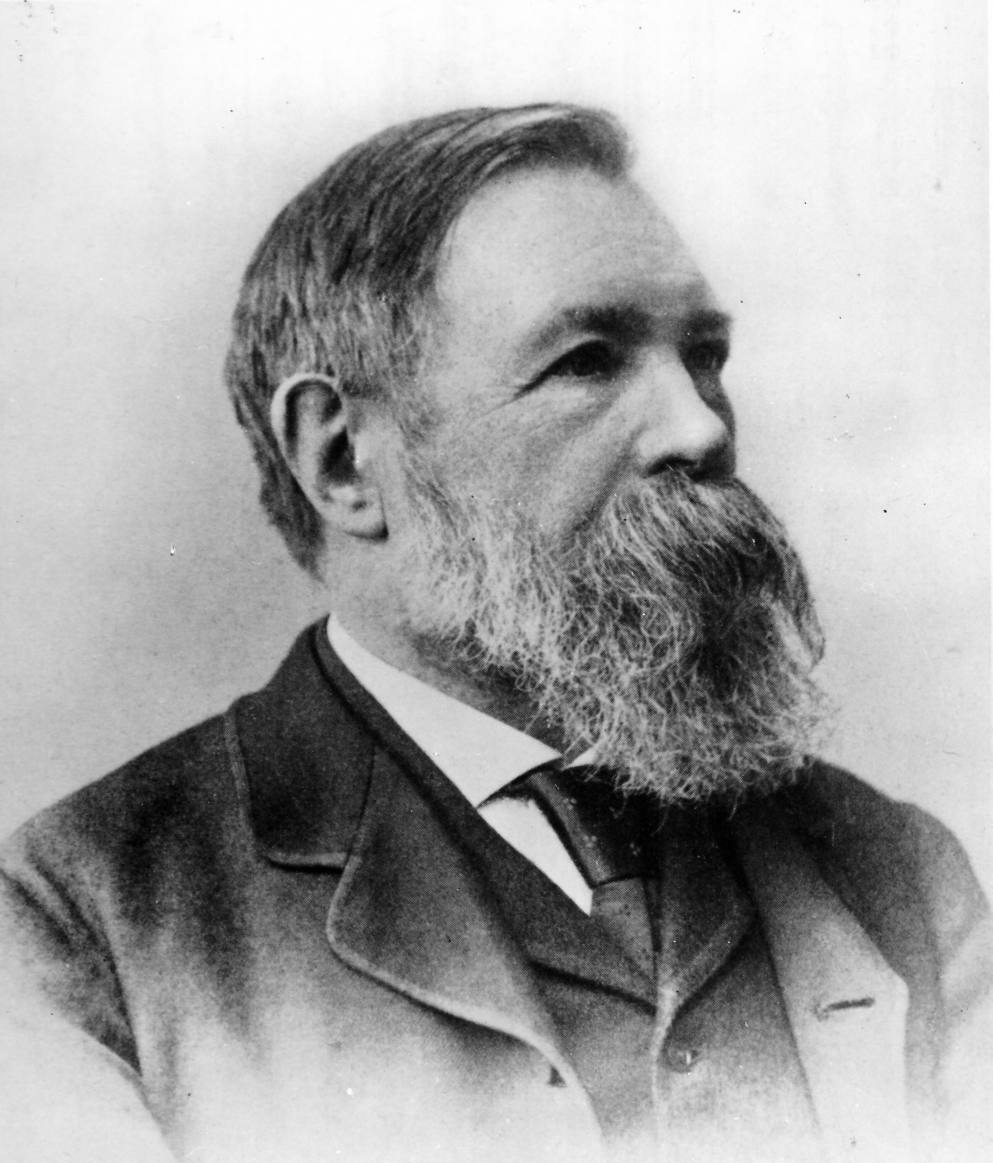
晩年のエンゲルス（1891年）

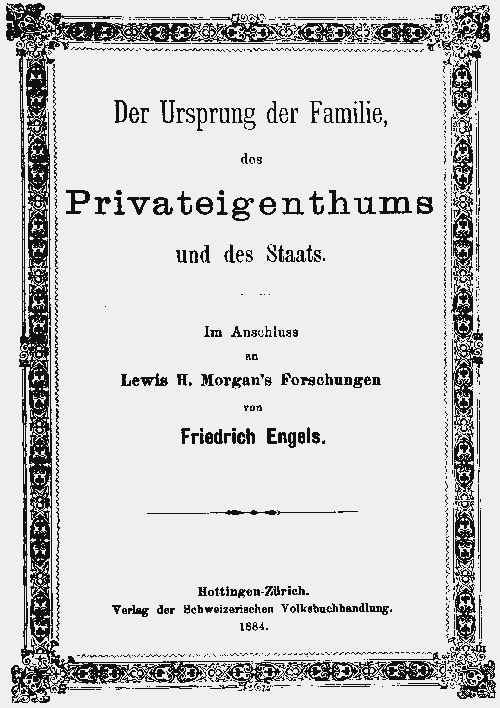
『家族・私有財産・国家の起源』の扉

『家族・私有財産・国家の起源』（かぞく・しゆうざいさん・こっかのきげん、(ドイツ語: Der Ursprung der Familie, des Privateigenthums und des Staats）は、1884年に初版が出版されたフリードリヒ・エンゲルスの著作であり、彼の老年期における最高傑作のひとつである。エンゲルスは、国家や一夫一婦制、私有財産や奴隷制度、賃労働を自明のものとする歴史観にたいして、それらが歴史的なもの、すなわちある条件のなかで生成し、またその条件の解消にともなって消滅（変化）するにすぎないと主張した。
本書は1908年に堺利彦が『男女関係の進化』として翻訳を発表した。ただし、弾圧を回避するために国家論部分などは翻訳されなかった。現在、『家族・私有財産・国家の起源』として、岩波文庫（1979年；戸原四郎 訳）、新日本出版社（1999年；土屋保男 訳）などから出版されている。

## 成立の経緯
本書執筆の経緯はカール・マルクスの遺稿整理に契機があった。

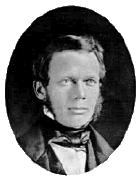
ルイス・ヘンリー・モーガン

マルクスは生前、古代社会や古い形態の共同体の研究に没頭していた。1870年代、最晩年に達したマルクスはロシア農村共同体の研究に着手し、やがて共同体一般への関心を高めていった。やがてマルクスは原始共同体への研究の手がかりをルイス・ヘンリー・モーガンの文化人類学研究に求めた。モーガンはイロコイ・インディアンを調査研究した成果を『古代社会』にまとめていたが、マルクスはモーガンの著作とその周辺の関連文献を読み漁り、詳細なノートを作成していた。しかし、マルクスは1883年に研究を完成させられずに死去する。本書の序文に「以下の諸章は、ある程度まで遺言を執行したものである」とあるように、エンゲルスの盟友であったカール・マルクスが書いた研究ノートを使って、エンゲルスが独自に仕上げたものである。エンゲルスはマルクスの中途に終わった人類学研究を継承し、ヘーゲル弁証法の方法論を加えて唯物史観に構築し直すプロジェクトに携わっていくことになった。この頃、エンゲルスは青年期から関心を深めていた古代ゲルマン人の部族制社会の研究にまい進しており、『原始ゲルマン人の歴史』や『フランク時代』の二編の論文を執筆していた他、古代史の研究で成果を出そうとしていた。
マルクスとエンゲルスは『共産党宣言』において「これまでのすべての歴史は階級闘争の歴史である」と書いたのち、これに注をくわえ、原始状態を別とした。マルクスが1859年に『経済学批判』を書いた時点で、すべての民族の歴史の入り口に原始共産制社会があったと考えた。こうした理論を豊富化するために、マルクスもエンゲルスも古代史の研究を熱心におこなった。エンゲルスは、『空想から科学へ』の中で原始共産制社会の存在を指摘し、平等な共同体が有史以前に存在していたと重ねて主張した。
一方、ドイツではカール・カウツキーによる『家族と婚姻の歴史』の出版があり、1879年にはアウグスト・ベーベルによる『婦人論』が刊行され、社会主義による女性と家族に関する理論的考察が試みられていた。しかし、これらの文献は女性の抑圧を人類史の宿命として位置付けるもので、社会主義による女性の解放を主張していたものの、エンゲルスにとっては不十分な研究でより完成度の高い研究が必要だと感じられた。
エンゲルスは男性による女性への支配の構造が確立される有史時代以前の原始共産制社会を論じ、原始から古代の単婚制の奴隷制社会への移行過程を整理し、ジャン・ジャック・ルソーの『人間不平等起源論』やゲオルク・ヴィルヘルム・フリードリヒ・ヘーゲルの『歴史哲学講義』、『法の哲学』などの古典ばかりか自身の青年期の著作『ドイツ・イデオロギー』を乗り越え、カウツキーとベーベル批判となる画期的研究を発表しようと考えていた。エンゲルスの研究は論文としてドイツ社会民主党の理論雑誌『ノイエ・ツァイト』(独: Die Neue Zeit)に掲載する予定であったが、執筆の過程で原稿が膨らみ続けて膨大なものとなってしまう。そこで単著で刊行することとなり、1884年に「いわば（マルクスの）遺言を執行したもの」として『家族・私有財産・国家の起源』が刊行されることになった。1884年段階ではオットー・フォン・ビスマルクが制定した社会主義者鎮圧法があり発禁処分を考慮せざるをえなかったが、同法の廃止をうけて四版では発行部数を倍に増やした。増補改訂の主要な部分は第二章の家族に関する章で、著作全体の3分の1以上を占め、エンゲルスがもっとも重要視した章であった。

## 本書の概要

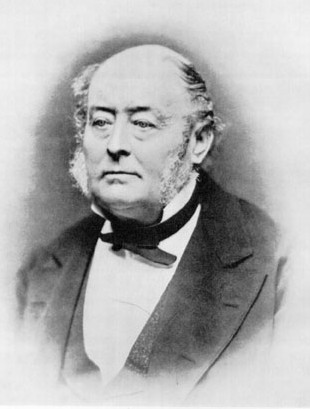
バッハオーフェン

### 序・研究史の流れ
1884年2月、こうした研究活動の中でエンゲルスはマルクスによるモーガン研究のノートを発見した。さらに、モーガンの他にはヨハン・ヤコブ・バッハオーフェンの『母権論』、古代の氏族共同体に関してゲオルグ・ルートヴィヒ・フォン・マウラーの『ドイツ村落制度の歴史』や、マクシム・コヴァレフスキーの『共同体的土地所有　その解体の原因、経過および結果』、ヘンリー・メインの『初期制度史講義』、ジョン・ラボックの『文明の起源と人類の原始状態』などのノートがつくられた。エンゲルスは、これらの古代共同体に関する研究ノートに基づき序論を記述し、先史研究における研究史の流れを概観した。

### 文明以前・原始から未開へ
本書の概要は三部分に整理することができる。一章から三章までの冒頭はモーガン説と古代の人類史の発展過程の紹介に充てられている。まず、原始の人類社会には新時代が到来し始めていた。
第一章では文明時代への移行の契機が整理されている。人間が動物界から分離したばかりの「過渡的な状態」である「野蛮」から、「未開」をへて、「文明」にいたる、人類社会の発展図を略述した章である。生活技術によって「野蛮」と「未開」に区分し、さらにそのなかを「上位・中位・下位」段階に分ける方法を用いている。契機は採集・漁業・狩猟からなる野蛮段階から技術の取得によって新段階へと移行する発展のなかにあった。人々は土器の製作をおこない家屋を建て定住生活をなす中間段階を経て、牧畜農耕への未開段階へと移行を果たす。この段階で新大陸と旧大陸で主要穀物の相違と家畜類の種特性の相違によって異なる道筋をとり、熱帯や極地を中心に旧型の原始社会に留まる地域が生じた。旧大陸を中心に更に進歩を続けた人類はムラからクニへと社会編成を変えて、金属器の製作技術を高めて灌漑農業や騎乗遊牧生活を拡大させて、肥沃な大河周辺地帯で有史時代への最初の移行を果たした。第二章は、原始的な家族形態を復原して今日の社会における一夫一婦制の起源を明らかにする部分、資本主義の階級社会における一夫一婦制の批判する部分、いかに婦人は解放されるのかという共産主義社会での家族と結婚という三つの部分が書かれている。
第三章では、原始的な家族形態をなすイロコイ族の具体的事例が紹介されている。
イロコイ族などアメリカ・インディアン、インドの部族において現存する家族制度と、血族呼称制度が矛盾している例をとりあげている。家族は社会編成の基本体制であったが、野蛮段階では部族を構成する男性と女性による集団婚であり、誰が子どもの父親であるかが不確定であったため、母系制の共同体を形成していた。しかし、農牧業の発達による富の形成は土地の分割と私的所有をもたらしていく。未開段階に入った人類は、財産となる土地や家畜の所有を戦闘力に優れる男性の権限に移し替えていった。私有財産制度は、実子への財産の継承、即ち世襲原理を可能とするために、母系制の集団婚から父系制の対偶婚へと婚姻制度の変更を余儀なくさせた。ここで「乱婚（無規律性交）→血族婚→プナルア婚→集団婚→対偶婚→父系制単婚」という発展図式を考え、私有財産制度の成立と富の拡大ともに父系制社会への移行が起きたとした。これが画期となって人類は古典古代へと移行していく。エンゲルスは第二章の一節で次のように語っている。

### 神話期ギリシア氏族・私有財産制と家族
私有財産制は家族制度を新しい段階へと発展させる。集団婚を単婚へと移行させ、やがて、単婚制を一夫多妻の家父長制から一夫一婦制へと移行させた。それとともに一夫一婦婚そのものの内部に第二の対立が発展してくる。第二章の一節には「(単婚家族という)この新しい家族形態がまったくの過酷さをもって現れるのは、ギリシアの場合である」と語り、単婚制家族における夫婦を次のように描写している。
エンゲルスは、単婚制は財産所有権を掌握した男性による支配の原則で、女性に対して不平等な支配のシステムと考え、この不平等な婚姻は姦通と娼婦制度によって補完されるとした。古代文明の発展の過程と共に、女性は支配の対象となって家財として扱われるようになり、公的社会への参加権をはく奪されていった。エンゲルスは史的唯物論の公式に基づき、文明社会の家族と女性のあり方を以下のごとく端的に言及した。
不貞は厳禁され厳罰に処されはするが、姦通が婚姻制度の不可避な社会制度になった。本来平等であるべき両性の原理が私有財産制によって捻じ曲げられ、男性による女性に対する支配という不自然な婚姻制度の解きえない矛盾を解くために、婚姻制度の邪悪な内面性を制度的に反響させる、対象物として娼婦制度が発明された。
一夫一婦制と娼婦制は相互補完を通じて強化され、圧倒的に男性に有利な形ではあるが、男性と女性の両性に対する性的支配権力を強化し続けていく。私有財産制の根幹にある財産継承の原則を支えるべく登場するのが民法である。一夫一婦婚型家族制度の根本をなす民法典、ナポレオン法典第312条に引き続き、日本国民法第772条が規定する「嫡出の推定」すなわち「妻が婚姻中に懐胎した子は、夫の子と推定する」へと継承されている。
法務省は、民法第772条の源流が、ナポレオン法典第312条にあるとは、説明していない。
しかし、産業革命によって資本主義が成熟するとプロレタリアート階級における単婚制家族の崩壊が始まる。そして、エンゲルスは社会主義革命によって資本主義が崩壊すると、私有財産の主要部分、すなわち、生産手段の私的所有の廃止されることで、財産の相続を目的にした一夫一婦制の基礎も消滅するのだと主張した。

### 古代ギリシア以降・「国家」の形成
第四章から第八章は古代ギリシア、古代ローマ、古代ゲルマンの氏族共同体が紹介されている。いずれも氏族は国家に先行する社会組織であり、史書や現行制度の痕跡からそれを証明しようとしている。ただし、一様なものではなく、民族ごとに豊かな形態があることをエンゲルスは叙述している。一例として古代ギリシアと古代ローマの事例を紹介する。
エンゲルスは、ギリシアの諸部族の神話期の歴史からすでにいくつかの小さな統合部族に結集して、城壁で固められた都市に住んでおり、内部に氏族や部族が自立性をなお保持していたことを指摘しながらも、畜群や畑地耕作が拡大し、手工業がはじまるにつれて、人口は増加して富の差が増大すると、古い自然発生的な民主政の内部に貴族性的な要素が成長したことを示唆した。また、個々の部族団が最良の地域を占有したり戦利品を得るため、絶え間ない戦争状態におかれ、捕虜をもちいた奴隷制を導入したことを指摘した。
英雄時代のギリシアの制度から内乱の一世紀と呼ばれる共和政ローマの古典時代のうちに、歴史的転換の契機が見出される。エンゲルスは古い氏族制度がまだ生き生きとした力を持っていたのを見るが、すでにその崩壊の端緒をみることができると語っている。すなわち、父権制と子への財産の相続、これによって家族内での富の蓄積が支援されて家族が氏族に対立する一個の力となったこと。富の差が、世襲の貴族および王位の最初の萌芽を形成することによって、その制度に反作用をおよぼしたこと。奴隷制が、さしあたりはたんに捕虜をもちいた奴隷に過ぎなかったのに、ラティフンディアの発達など、すでに自己の部族員やさらには自己の氏族員をさえ奴隷化する展望をひらきつつあったこと。家畜・奴隷・財宝を獲得するための組織的な略奪が正規の営利源泉になりつつあり、やがて戦争行為が古代エジプト文明の栄華や、アッシリアやバビロニア文明の興亡、アレクサンドロス大王による東征や共和政ローマの膨張といった古代の諸文明の歴史を彩ったこと。要するに、富が最高の善として賛美され、尊敬されて、古い氏族秩序が富の暴力的な略奪を正当化するために乱用されたことが、古代文明の形成、すなわち、国家の成立の背景にあると語った。
エンゲルスの結論は明快である。第四章の末尾に簡潔に述べた。

### 総括・「家族」「国家」とは何か
第九章は全体を理論的に結論づけてまとめた章である。エンゲルスはこう語っている。
ここでは国家の発生についての理論的総括がおこなわれ、この一節はマルクス主義階級国家論の基礎の一つとなった。最後に、エンゲルスは「文明批判」をおこない、文明が金属貨幣と利子、商人、私的土地所有と抵当、奴隷制度を発明して、最終的に人類は奴隷の反乱を防止して階級闘争が内乱へと発展する革命的契機を回避する調停機関として国家を創造したと指摘した。

### 未来への展望

#### 「国家」の廃棄
社会主義革命によって生産手段が共同所有に移管されることによって、資本主義経済のもとで奴隷化されていた労働者階級の自立が進み、搾取階級に対する搾取によって全人民が平等な社会が成立すると階級闘争が終わりを告げ、階級支配の維持という役目を終えた国家は廃止されるとされた。そして、母系制氏族社会がつくりだした民主的な社会が共産制社会となって高次の形で復元されると主張した。エンゲルスは、国家や一夫一婦制、私有財産を自明のものとするヘーゲル的な歴史観に対して、それらが歴史的なもの、すなわちある条件のなかで生成し、またその条件の解消にともなって消滅（変化）するにすぎないとする歴史観を提示した。
国家の歴史はエンゲルスの想定するコースを辿ることはなかった。「国家の廃止」は実現を見ていない。ただし、現代史において国家のあり方の変化は急激に進行した。エンゲルスの想定した方向性からは外れているものの、グローバリゼーションの進展や冷戦終結に伴ってヨーロッパ連合 (EU) という超国家的な連合体が登場し、ヨーロッパ統合が進展した。国家の存在と役割は時代とともに変化を見せている。

#### 男性支配と女性解放
ここでのエンゲルスの論点は二点に要約される。
一点目は、農牧業によって男性労働力の価値が上昇していき、これに対比するように、女性の社会的地位が低下したという指摘である。新石器革命による農牧業の開始とそれに伴う社会的生産力の増加によって、男性の労働が物質的生活を維持する中心的活動へと発展を果たす一方、女性の家事労働や家内生産が従属的な活動へと押し下げられていき、次第に女性の地位が低下した。人類史は、社会的労働における奴隷ならびに賃金労働者の使用と家庭内労働における専業主婦の使用とが対の関係になって成立する。家庭の外は男性支配者と奴隷と労働者の世界、家庭の中は男性支配者の家族と家庭内に押し込まれた女性の世界と二極の世界が成立した。
二点目は、将来における女性の進む未来に関する予想を含んでいる。
近代工業の機械的生産体制が確立されると、ブリテン労働者階級の女性の類例でもあるように、働く女性は男性よりも低賃金で使用できる労働力となり、その社会進出は進展していく。とりわけ、エンゲルスの死後に勃発した第一次世界大戦下では男性労働力が不足し、不足した労働力の埋め合わせとして、女性の社会進出が世界各国で進展した。

## 影響と批判
『家族・私有財産・国家の起源』はマルクス主義階級国家論の古典の位置を占めている。
階級国家論はマルクス主義者に継承され、1917年夏、ロシア革命の最中にウラジーミル・レーニンの『国家と革命』という著作が発表された。レーニンは、マルクスとエンゲルスの著作やドイツ社会民主党幹部に対する書簡を通じて、マルクス主義の理論を精緻に分析した。エンゲルスの著作の中で特に重視されたのが『反デューリング論』や『家族・私有財産・国家の起源』であるが、レーニンはこれら著作に登場する国家理論に関する記述を通じて革命の方向性とその性格を規定しようとした。レーニンは、国家は有産階級による無産階級に対する支配の装置だとする国家論を継承し、革命理論に関してもエンゲルスの見解を下敷きとする認識を示した。社会主義革命を経てプロレタリアート独裁の体制を確立し、人民が政治的意思決定や共同体の運営に参画することを学習すれば、支配-被支配の構造が打ち砕かれ、従来的な階級国家が廃止されて人民国家へと止揚されると論じた。
一方、家族と結婚に関するエンゲルスの批判は、フェミニズム思想に影響を与え、マルクス主義フェミニズムへと継承された。
マルクス主義フェミニストは、女性が抑圧される現象を私有財産制に基づく経済的活動に起因する問題として捉え、家族と結婚は財産権を掌握した男性が女性を支配するための装置であり、資本主義経済の下で有史以来の男女間の不平等が発展・継承され、近代社会における性差別の構造が確立されるに至ったというエンゲルスの指摘を支持した。彼らは女性を解放する方法として資本主義の解体に焦点を合わせた。1970年、ラディカル・フェミニズムの代表的研究者ケイト・ミレットは『性の政治学』において、エンゲルスが結婚と家族制度を人類社会の歴史的所産として位置づけ、「神聖な存在を深刻な批判、分析にさらしただけでなく、抜本的に再編成される可能性すら招いた」と評価した。また、シュラミス・ファイアストーンは『性の弁証法』において、エンゲルスの母系制社会に関する記述を引用して、女性解放の可能性を論じた。エンゲルスの観点のなかで特に支持されている点は、男女間の性差は生物学的に決定されたものではなく、社会的条件によって人為的に構築された「制度」であるというジェンダー論を含んでいる点であった。エンゲルスは家父長制を資本主義の社会的補完システムの一つとして見なし、両方の解体が労働者階級と女性の解放を可能とする条件と考えていた。
エンゲルスの思想は、今日の現代人類学や異なる観点からのフェミニズムからも批判を受けた。批判の原因は未開社会が男性優位に基づいている点をエンゲルスが否定したためである。また、エンゲルスはヴィクトリア時代の価値観に則っていたため、女性の性欲や生殖と関係のない性衝動を見落としていたとも指摘されている。ミシェル・バレットによると、エンゲルスは「性衝動、イデオロギー、家庭第一主義あるいは男女間の分業や権限の分割という問題にも真剣に」向き合っていなかった。エンゲルスの研究には時代の制約性を含んだ一面があるというのがエンゲルス批判の根拠である。